# Sally Skaarenborg
Sally Skaarenborg, née le 12 septembre 1989, est une joueuse de squash représentant le Danemark. Elle atteint, en février 2013, la 84e mondiale sur le circuit international, son meilleur classement. Elle est championne du Danemark en 2018.

## Biographie
Après s'être inclinée plusieurs fois en finale des championnats du Danemark, elle est la première joueuse à interrompre le long règne de 12 titres consécutifs de Line Hansen, celle-ci étant enceinte de son premier enfant.

## Palmarès

### Titres
- Championnats du Danemark : 2018